# Bruno Douet
Bruno Douet – francuski judoka. Złoty medalista mistrzostw Europy w drużynie w 1984 i srebrny w 1985. Mistrz Francji w 1984 roku.